# Chiesa di Santa Croce (Sermide e Felonica)
La chiesa di Santa Croce è un edificio religioso situato a Santa Croce, frazione di Sermide e Felonica, in provincia e diocesi di Mantova.

## Storia e descrizione

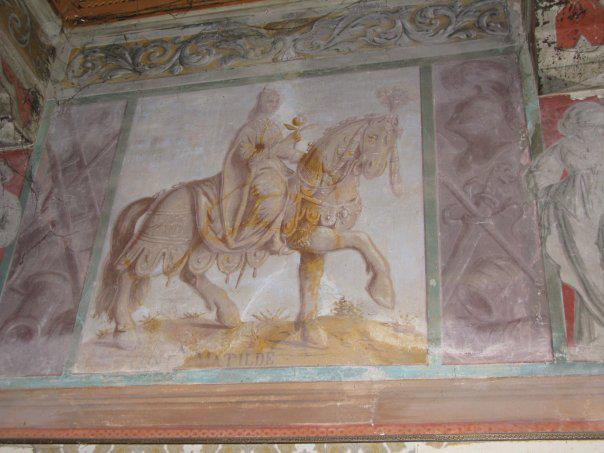
Affresco raffigurante Matilde di Canossa (Palazzo Rossi-Benatti a Bondeno di Gonzaga)

Fu eretta nel 1074 su desiderio della Grancontessa Matilde di Canossa. Era una grangia benedettina, dipendente dall'Abbazia di Felonica. La struttura, lunga circa 14 m, larga 6 m e alta 7 m, fu costruita in stile romanico e trasformata a fine '400. Il cardinale Francesco Gonzaga consacrò la chiesa nel 1479. Dall'altra parte, secondo studi più recenti, la chiesa fu costruita solo negli anni sessanta del Quattrocento quando l'abbazia di Felonica era priva di monaci.
Nel coro sono presenti pregevoli affreschi del XV secolo ed altri attribuiti alla scuola di Giulio Romano. Il sott' arco della chiesa presenta alcuni affreschi risalenti agli inizi del Cinquecento, di ignoto autore, raffiguranti alcuni prodotti ortofrutticoli locali, tra cui zucche e il melone Moscatello. Sull'altare maggiore (come antependio) si trova un rilievo di Cristo morto tra angeli (Cristo in pietà), in forme rinascimentali. 
Nella cappella feriale si conserva un prezioso rilievo in terracotta della deposizione dalla Croce del XV secolo, opera di Elia della Marra composta da 9 figure, alte circa 1 m.
La chiesa subì danni a causa del terremoto dell'Emilia del 2012 e fu riaperta ai fedeli dopo il restauro nel 2014.